# Guillamon Island
Guillamon Island är en obebodd ö i Storbritannien. Den ligger i kommunen Highland och riksdelen Skottland, i den nordvästra delen av landet, 700 km nordväst om huvudstaden London.